# Monceau-le-Neuf-et-Faucouzy
 Monceau-le-Neuf-et-Faucouzy  là một xã ở tỉnh Aisne, vùng Hauts-de-France thuộc miền bắc nước Pháp.